# Agnus Dei
- Agnus DeiSchubert G-dúr mise

Nem tudod lejátszani a fájlt?

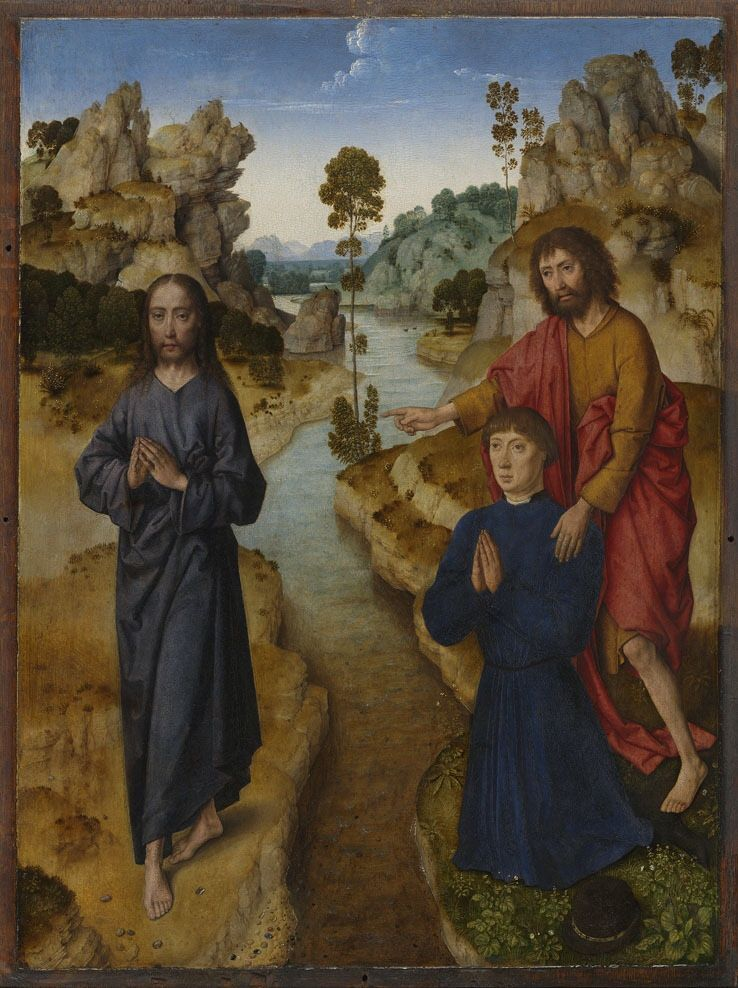
Dieric Bouts: Íme az Isten báránya
„Másnap János látta Jézust, amint jön felé, és így szólt: »Íme, az Isten Báránya, aki hordozza a világ bűnét! Ő az, akiről én megmondtam: Utánam jön egy férfi, aki megelőzött engem, mert előbb volt, mint én. Én nem ismertem őt, de azért jöttem, és azért keresztelek vízzel, hogy ismertté legyen Izráel előtt.«” Jn 1, 29–31

Az Agnus Dei (magyarul: Isten báránya) a szentmise állandó része. Emellett litániák záróformulája: kegyelmezz nekünk!, hallgass meg minket!, irgalmazz nekünk! záradékkal. Így neveznek egy katolikus szentelményt is, ami egy viasztáblácska, amelyet a föltámadt Krisztust jelképező húsvéti gyertya maradványából készítenek Rómában. A pápa uralkodásának első és minden hetedik évében áldja meg, majd szétosztják a hívek között.

## Története

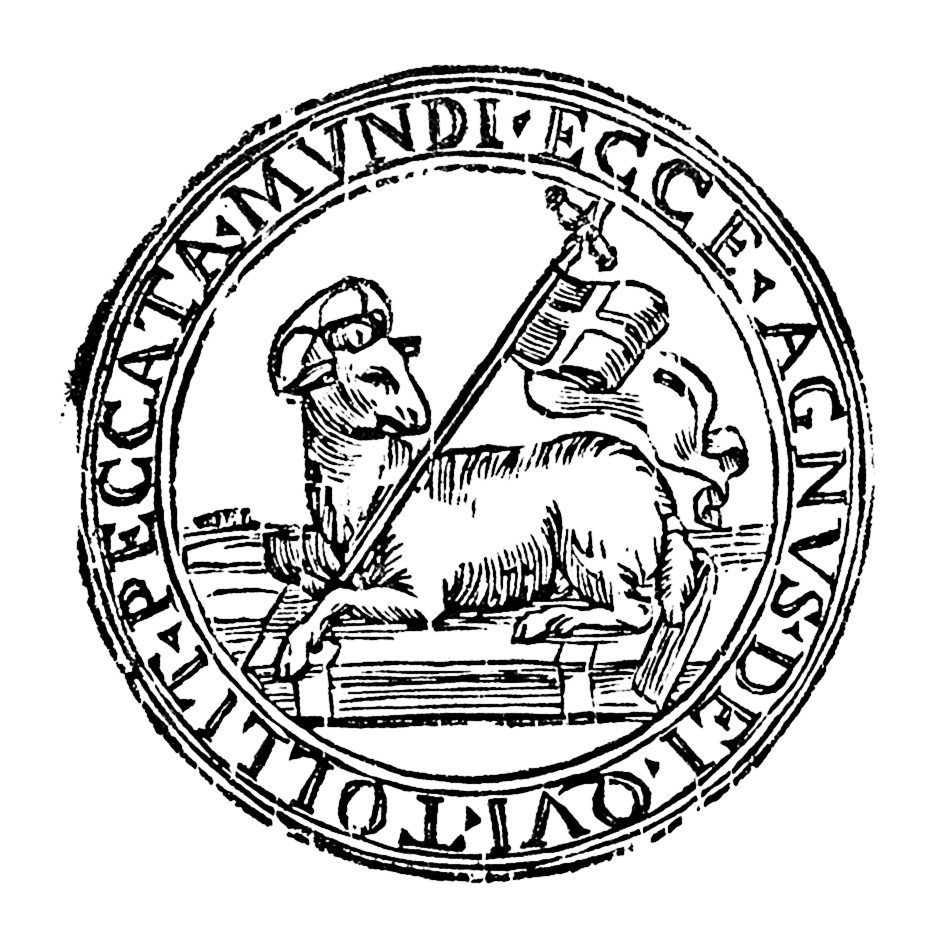
Íme az Isten báránya, pecséten

A Jn 1,29-en alapuló invokációt először litániákban, később a Gloriában mondták, 700 k. I. Szergiusz pápa vette be a szentmisébe. Kezdetben mindaddig énekelték, míg a pap az áldoztatáshoz megtörte a szent ostyát, a 9. századtól csak háromszor. Záradéka eredetileg: irgalmazz nekünk!, a 10. századtól harmadszorra: adj nekünk békét!

## Magyar szöveg
Isten Báránya, te elveszed a világ bűneit: irgalmazz nekünk!

Isten Báránya, te elveszed a világ bűneit: irgalmazz nekünk!

Isten Báránya, te elveszed a világ bűneit: adj nekünk békét!
Megjegyzés: Ha a kenyértörés több időt vesz igénybe, az első két sor mindaddig ismételhető, amíg szükséges. Zárásként mindenképpen az „adj nekünk békét!”-nek kell lennie! 

## Latin szöveg
Agnus Dei, qui tollis peccata mundi, miserere nobis.

Agnus Dei, qui tollis peccata mundi, miserere nobis.

Agnus Dei, qui tollis peccata mundi, dona nobis pacem.